# Anglofrizijski jezici
Anglofrizijski jezici osporena su jezična skupina koja objedinjuje engleske i frizijske jezike zapadnogermanske porodice.
Skupina anglofrizijskih jezika ističe se od ostalih zapadnogermanskih govora nizom glasovnih promjena. Osim ingveonskog pravila nazalnih spiranata, koje je prisutno i u donjonjemačkom, skupina iskazuje fronting (pomicanje mjesta artikulacije prema naprijed) samoglasnika i palatalizaciju glasa /k/, koji su većinom specifični za jezike i govore te skupine.
Grupiranje engleskih i frizijskih jezika najčešće implicira zasebnu granu germanskih jezika, prema čemu bi engleski i frizijski jezici imali zajednički prajezik odvojen od ostalih skupina. Poznato je da su se rani govornici anglofrizijskih jezika, kao i pretci govornika starosaskoga, međusobno sporazumijevali. Ta je činjenica nerijetko navedena kao objašnjenje zajedničkih obilježja starosaskoga i pojedinačno staroengleskoga i starofrizijskoga, no većina lingvista smatra da ne postoji srodnost engleskih i frizijskih jezika osim pripadanja ingveonskoj skupini. Štoviše, grupacije unutar ingveonskih i zapadnogermanskih skupine smatraju se spornima. Neki jezikoslovci smatraju da je ustvari dokazano kako anglofrizijski prajezik nije postojao. Ipak, sličnosti između engleske i frizijske skupine danas su dijelom znanstvenog konsenzusa, zbog čega se koncept anglofrizijskoga i dalje upotrebljava bez implikacija prajezika.

## Jedinstvenosti
Sljedeći popis predstavlja glasovne promjene jedinstvene jezicima koji se smatraju dijelom anglofrizijske skupine u kronološkom redoslijedu. Važno je napomenuti da neki znanstvenici osporavaju simultanost i redoslijed ovih promjena u primjeni na sve anglofrizijske jezike.
1. pomicanje mjesta artikulacije unazad i nazalizacija zapadnogermanskog a i ā ispred nazala
2. nestajanje n ispred spiranata, koje dovodi do izduženja i nazalizacije prethodnog samoglasnika
3. jedinstveni glagolski oblik za prezent i preterit množine
4. A-fronting, pri kojemu zapadnogermanski a, ā prelaze u æ, ǣ, čak i u dvoglasima ai i au
5. palatalizacija pragermanskih *k i *g ispred prednjih samoglasnika
6. A-restoration, pri kojemu se A-fronting negira pod utjecajem okolnih suglasnika
7. nastanak dvoglasa u staroengleskomu, nakon palatala u zapadnosaskom
8. i-mutacija kojoj slijedi sinkopa, gubljenje glasova usred riječi, te nastanak dvoglasa u starofrizijskomu
9. fonemicizacija (proces stvaranja fonema) palatala i sibilarizacija, čemu je uslijedio još jedan fronting u dijelovima zapadne Mercije
10. smoothing (pojednostavljivanje dvoglasa i troglasa) i diftongizacija kratkih e, i ispred slogova koju sadrže stražnji glas (u, o ili a)

## Primjeri
Fronting samoglasnika i palatalizacija glasa /k/:
- engl. i škot. cheese, zapadnofriz. tsiis, naspram niz. kaas,, donjonjem. Kees, njem. Käse
- engl. church, zapadnofriz. tsjerke, naspram niz. kerk, donjonjem. Kerk/Kark, njem. Kirche
- engl. i škot. sheep, zapadnofriz. skiep, naspram niz. schaap, donjonjem. Schaap, njem. Schaf